# Mariensäule (Głubczyce)

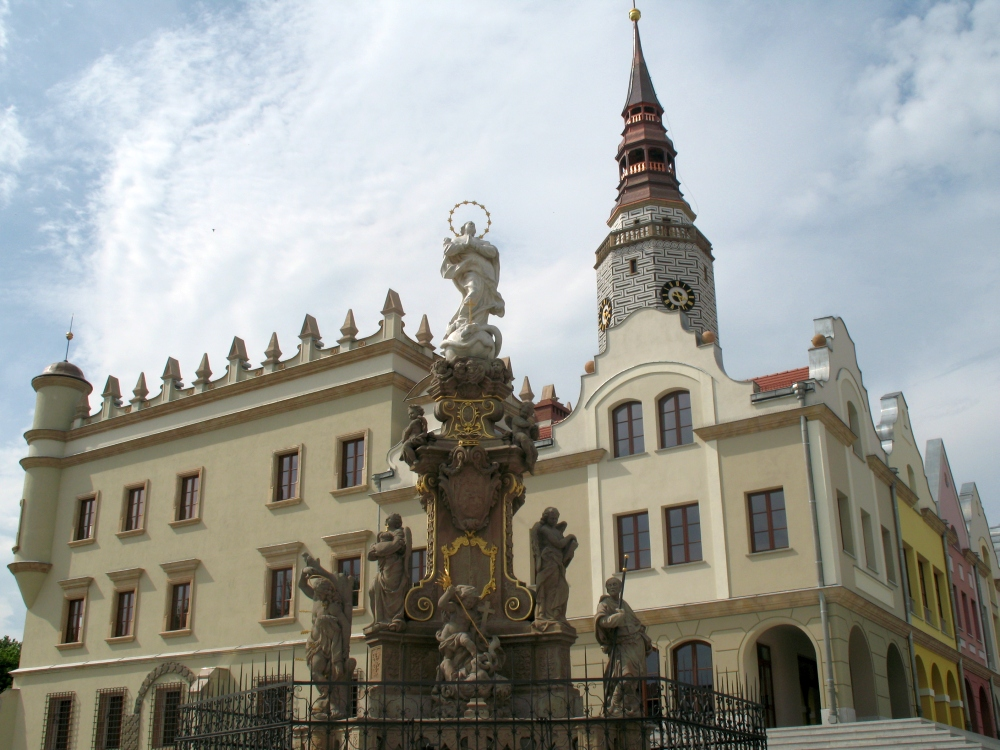
Der Ring mit der Mariensäule und dem Rathaus

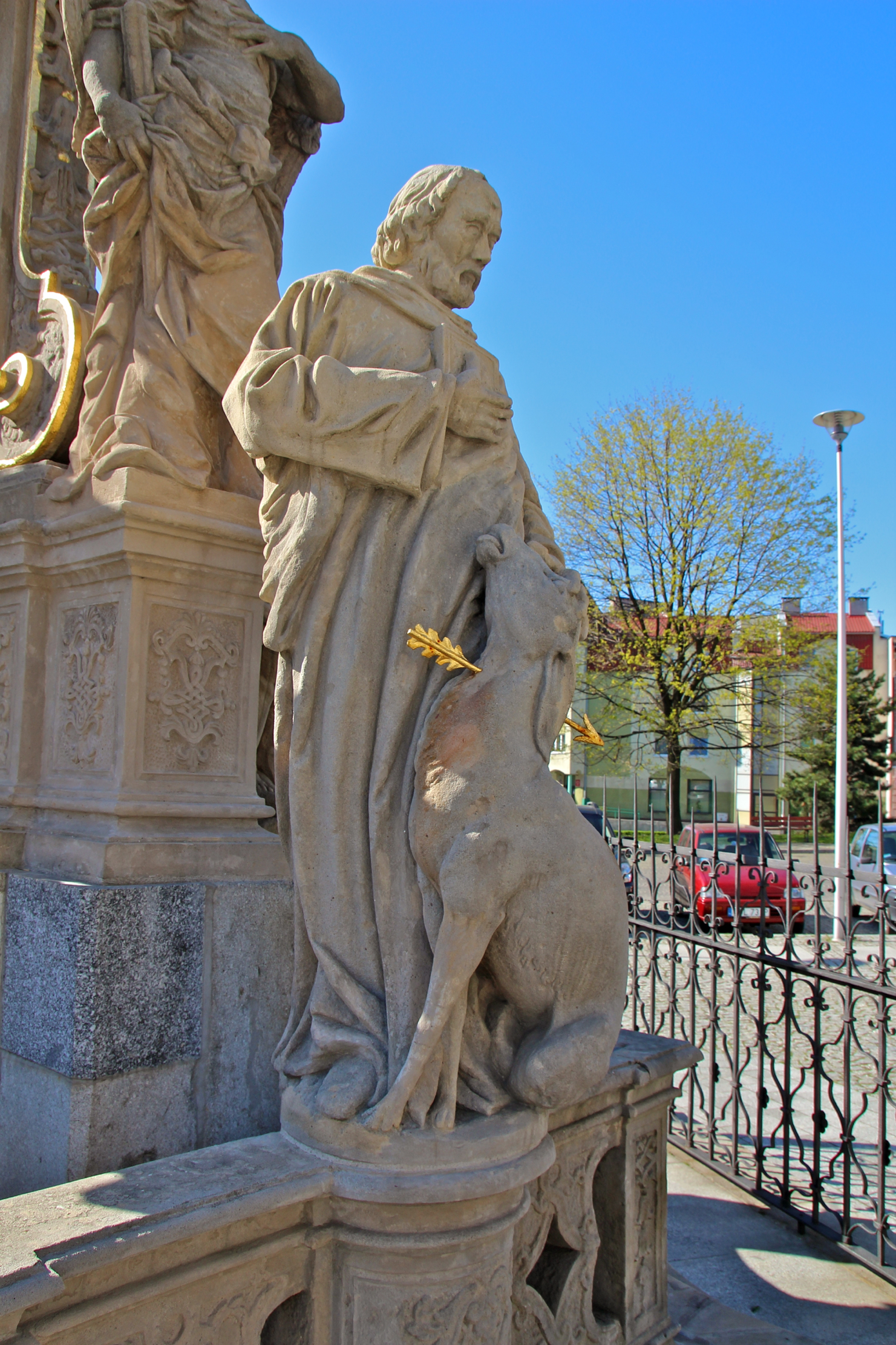
Der heilige Ägidius

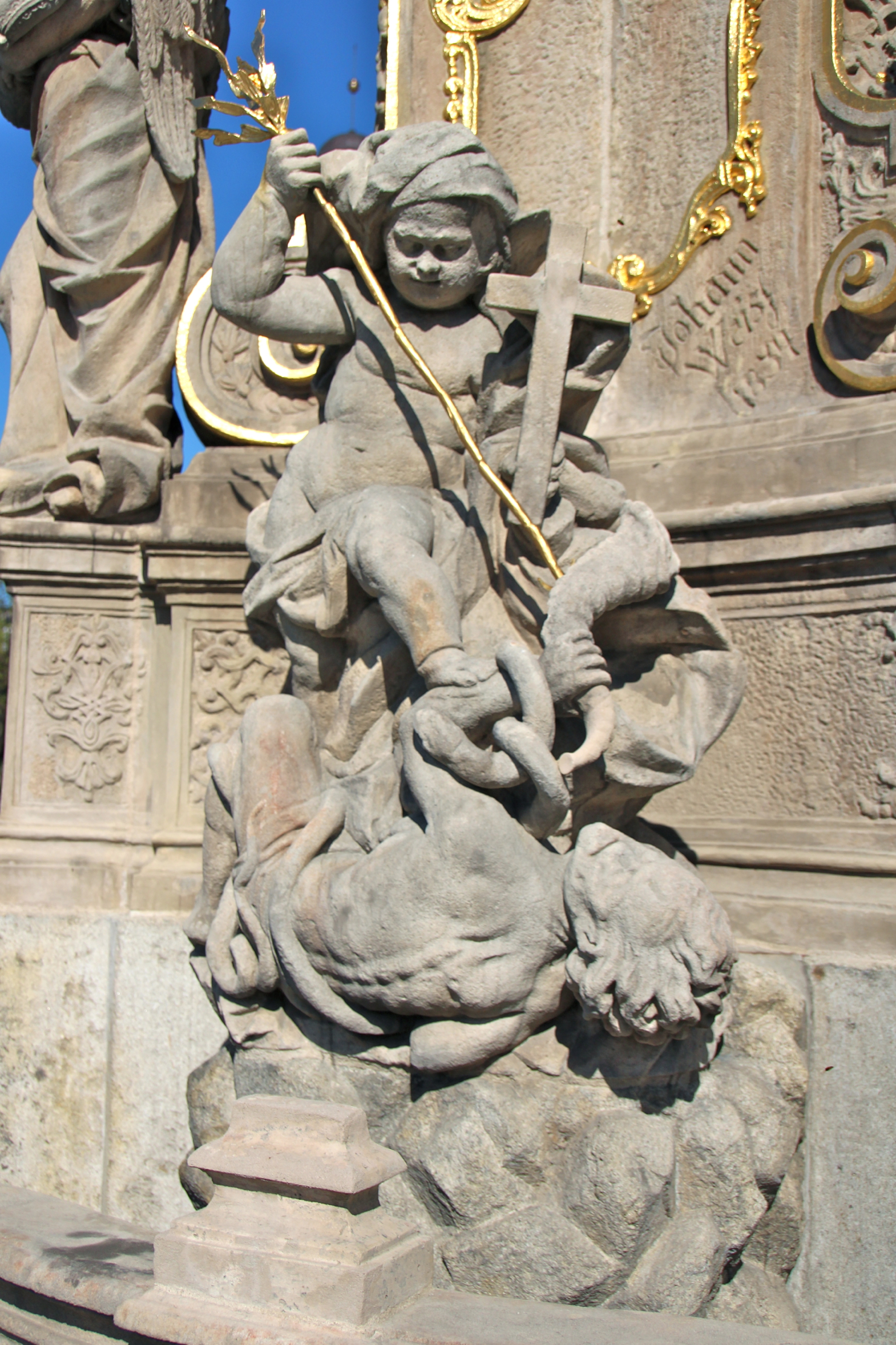
Engel

Die Mariensäule im oberschlesischen Głubczyce (Leobschütz) ist eine Rokoko-Bildsäule aus Sandstein mit einer Bekrönungsstatue aus Marmor. Sie stammt aus dem 18. Jahrhundert und steht südlich des Rathauses auf der Südseite des Rings, dem zentralen Marktplatz.

## Beschreibung
Die Säule hat einen dreieckigen Grundriss und steht auf einer erhöhten Fläche. An den Ecken und Seiten befinden sich Begleitfiguren. Die Figuren zeigen den heiligen Sebastian, den heiligen Rochus und den heiligen Ägidius. Die Kinderfiguren stehen für den Glauben (mit einem Drachen kämpfend), die Hoffnung und die Liebe (Sieger über den Tod). Am Sockel befinden sich Engel, die für Reinheit, Andacht und Demut stehen. Unter der Marienfigur sitzen drei Engelskinder mit den Attributen der Verklärung. Um die Bildsäule wurde eine Umzäunung aus Metall errichtet.
Die Marienfigur Unbefleckte Empfängnis aus weißem Tiroler Marmor steht auf einer Weltkugel über einer Wolkenbasis mit Engelsköpfchen. Um die Weltkugel windet sich eine Schlange, deren Kopf durch ein Kreuz durchbohrt wird. Die Figur hat einen Sternenkranz um den Kopf und eine Mondsichel unter dem rechten Fuß.
Der Bildhauer der Bildsäule ist Anton(ij) Jörg aus Neisse.

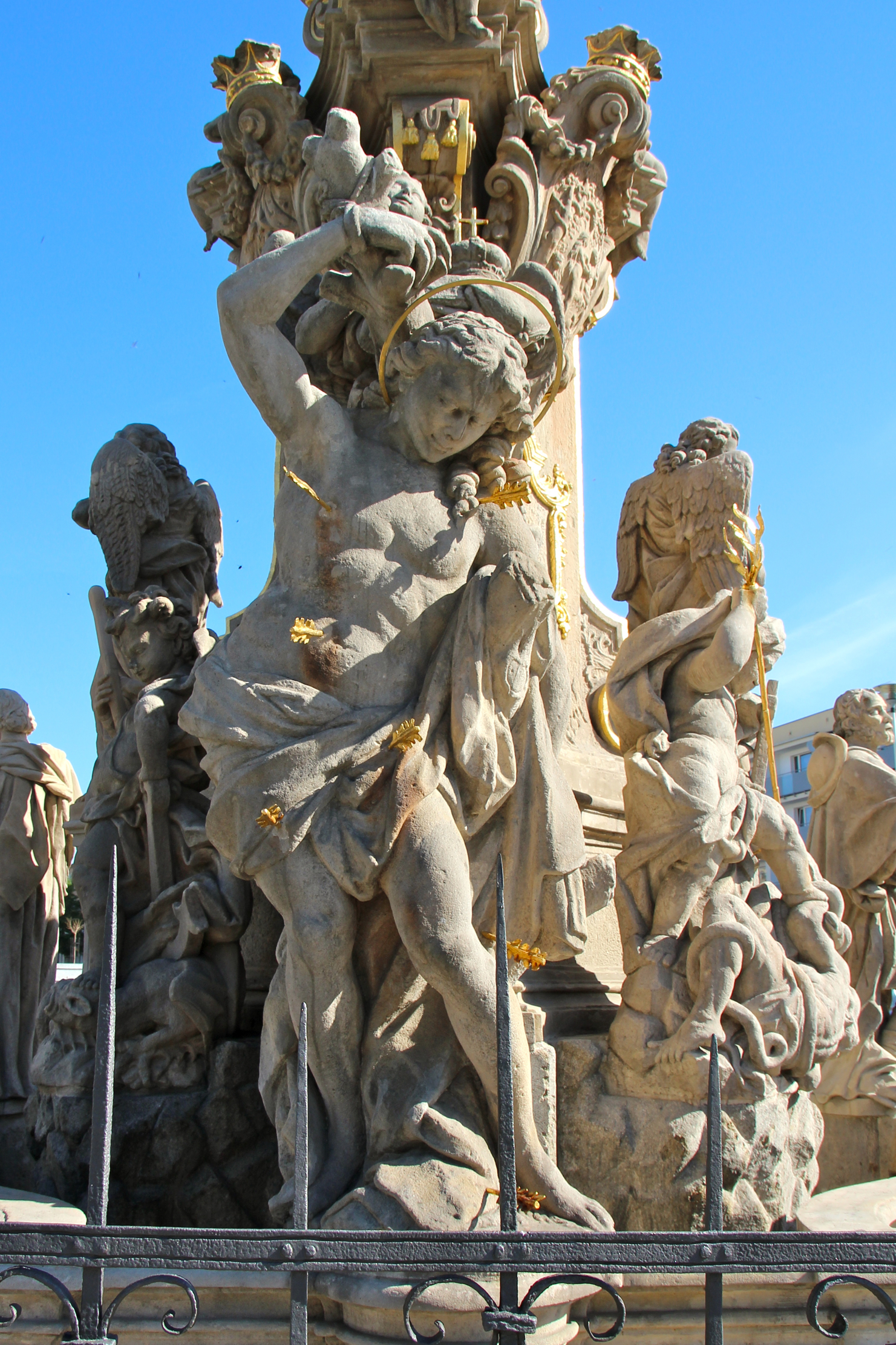
Der heilige Sebastian
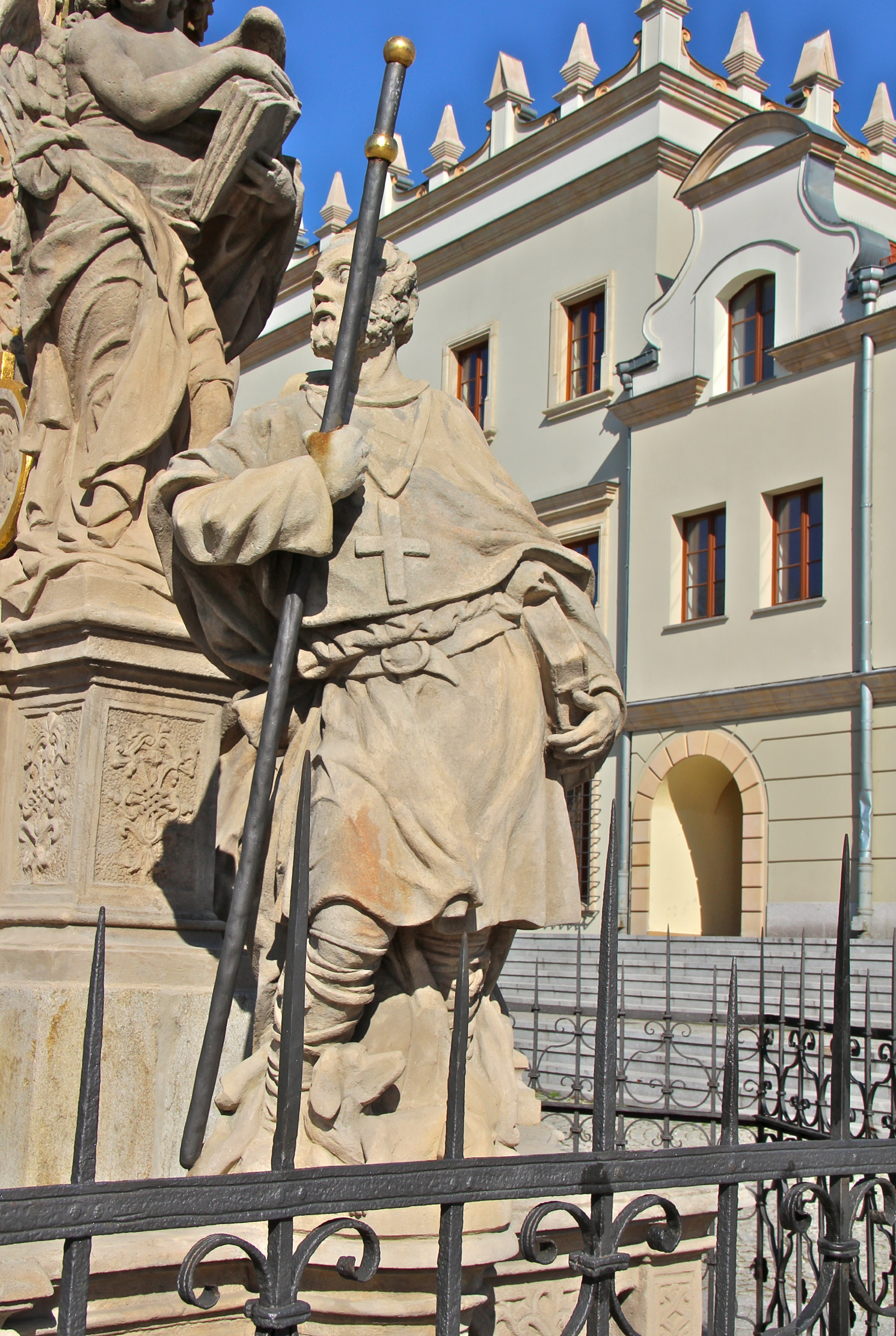
Der heilige Rochus

## Geschichte
Die Errichtung der Mariensäule in Leobschütz war für das Jahr 1718 vorgesehen und schließlich 1738 durchgeführt. Sie wurde von dem Ratsherr Andreas Antonij Hamm bzw. Hanne und seiner Ehefrau gestiftet.

## Inschriften
Vorderseite „Maria ohne Erbsündy / in Mutterleib empfangen / Vehrehre Sie ein jeder Christ / der zu Gott will gelangen / Venerat haeC IntaCta proba / genItrICIs ab ALVo / HanCirCoI arqVIso VIs / VVLt sIne Labe MorI / Johann Weiß 1834 / Antonij Jörg opus“
Linke Seite: „Hoc / Pietatis monumentum / posuere / Pij Manes Domini Andreae / Antonij Hamm / Natione Austriaci Civitatis / hujus in Annum Trigesimum / Tertium Senatoris Spectabilis / Ao MDCCXXX. / cujus plena Executrix / C. B.: Hammin“
Rechte Seite: „Ad / Maiorem DEI ter / Optimi Maximi Gloriam / In / Gloriossimae sine macula Ori / ginalis peccati Coceptae (conceptae) Virginis / Genetricis DeI MARIAE honorem / Ad / Excitandos Concivium quondam / suorum erga Deiparae ferven / tiorem Cultum Reverontiam / et Devotionem animes“
Renovationsinschrift an der linken Seite: „Antonio Stanjeck Barocho et Decano renovat“
Die Inschriften sind zum größten Teil nicht mehr vorhanden.